# Solidaridad Obrera (periódico)

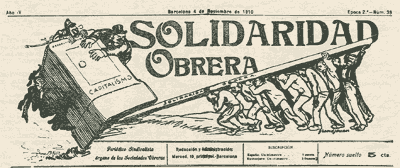
Antigo cabeçalho do Solidaridad obrera

Solidaridad Obrera é um periódico de expressão da Confederação Regional do Trabalho da Catalunha e Balears do sindicato anarquista espanhol CNT-AIT e porta-voz desse sindicato na Espanha. 
O periódico tem o nome  de Solidaridad Obrera em homenagem à organização que, em princípios do século XX, no ano de 1907, reorganizou o movimento operário na España baseando-se na estrutura anterior da Federação de Trabalhadores da Região Espanhola (FTRE). Este nome foi também utilizado por numerosos órgãos de expressão de movimentos  anarquistas e sindicalistas revolucionários de vários países do mundo.
O periódico Solidaridad Obrera surgiu em 19 de Outubro de 1907 em Barcelona, Catalunha (Espanha) como órgão de expressão da Federação Solidaridad Obrera e foi mantido diante de diversas vicissitudes conforme os momentos históricos vividos na Espanha, até a atualidade onde se mantém com uma edição online juntamente com outra de papel com uma tiragem de 5.000 exemplares que são distribuídos gratuitamente (a gratuidade foi estabelecida no ano de 2005). Durante a Guerra Civil Espanhola o periódico Solidariedad Obrera foi o jornal de maior circulação da Espanha.